# Boerhavia fistulosa
Boerhavia fistulosa är en underblomsväxtart som beskrevs av Francis Raymond Fosberg. Boerhavia fistulosa ingår i släktet Boerhavia och familjen underblomsväxter. Utöver nominatformen finns också underarten B. f. fistulosa.